# Synalibas sheopuria
Synalibas sheopuria är en insektsart som beskrevs av Sigfrid Ingrisch 2001. Synalibas sheopuria ingår i släktet Synalibas och familjen torngräshoppor. Inga underarter finns listade i Catalogue of Life.